# Comuna Nordfyn
Nordfyn (Nordfyns Kommune) este o comună din regiunea Syddanmark, Danemarca, cu o suprafață totală de 452,72 km² și o populație de 29.714  de locuitori (2022).